# 本東寺
本東寺（ほんとうじ）は、宮崎県延岡市にある日蓮宗の寺院。山号は慧日山（えにちざん）。興統法縁。

## 由緒
開基は行縢神社の別当寺であった真言宗行縢山大日寺別当の修験者である甲斐法喬隆覚（かいほっきょうりゅうかく）、開山は、その子の薩摩阿闍梨日叡（さつまあじゃりにちえい）。
- 延岡市西部に聳える行縢山には古くから修験道の行者がおり、甲斐法喬は鎌倉時代末期の行縢山大日堂の住持であった。

- 建武の新政、南北朝争乱の頃、息子日叡の法華改宗により大日堂を法華堂に改め、今の本東寺のもととなる。

- 1444年、西階城（延岡市西階町）を拠点としていた土持氏が松尾城（延岡市松山町）を築城し、その鬼門寺として行縢山から移転されたと伝えられる。

- 戦国時代、土持氏が滅び、1603年、高橋元種により延岡城が築城され、以後延岡城が拠点となる。本東寺は移築されなかったが、城主の外護を受け、特に高橋家の次の城主、有馬家の篤い外護を受けた。

- 織田信長、徳川家康の曾孫で、有馬直純の正室であった日向御前は、本東寺の篤信であり、愛用の数珠が伝えられていた。

## 概略
境内には白梅50本、紅梅5本があり、特に樹齢220年といわれる巨木は「慧日梅」と呼ばれ地域に親しまれている。毎年梅の季節には、境内で観梅会が開かれている。
- 昭和20年代30年代の混乱により、日向御前が使用していた念珠を始め、古文書等の寺宝を多く紛失した。
- 昭和32年 日蓮宗を離脱し宮崎県日郷門流寺院で大日蓮宗を設立する。
- 昭和63年12月6日 大日蓮宗解散を決議。
- 平成元年8月1日 本光寺、上行寺、本永寺、常福寺とともに日蓮宗に復帰する。

## 本尊仏像等
万年救護の大御本尊、鬼子母神、大黒天

## 文化財等
- 慧日梅（樹齢約220年）県認定巨木
- 有馬直純、有馬康純、日向御前の墓